# Кутаисский сельский округ
Кутаисский сельский округ — административно-территориальная единица города Горячий Ключ как объекта административно-территориального устройства Краснодарского края.
В рамках структуры администрации муниципального образования города Горячий Ключ функционирует его территориальный орган — Администрация Кутаисского сельского округа.
Административный центр — посёлок Кутаис.

## Население
| 2002 | 2010  |
| ---- | ----- |
| 2051 | ↗2116 |

## Населённые пункты
Сельский округ включает 10 сельских населённых пунктов:
| №  | Населённый пункт  | Тип населённого пункта | Население |
| -- | ----------------- | ---------------------- | --------- |
| 1  | Весёлый           | хутор                  | ↗76       |
| 2  | Домики            | хутор                  | ↗23       |
| 3  | Кура-Промысел     | посёлок                | ↘0        |
| 4  | Кура-Транспортный | посёлок                | ↗42       |
| 5  | Кура-Цеце         | хутор                  | ↘164      |
| 6  | Кутаис            | посёлок                | ↗1081     |
| 7  | Октябрьский       | посёлок                | ↗237      |
| 8  | Промысловый       | посёлок                | ↗25       |
| 9  | Транспортный      | посёлок                | ↘103      |
| 10 | Широкая Балка     | посёлок                | ↘365      |

## История
20-21 февраля 1975 года город Горячий ключ был выделен из состава Апшеронского района Краснодарского края и наделён статусом города краевого подчинения, при этом из Апшеронского района Горячеключевскому горсовету были переподчинены близлежащие сельсоветы, в том числе Кутаисский поссовет. В 1990-е годы подчинённые Горячему Ключу сельсоветы и поссовет (сельские администрации) были преобразованы в сельские округа (при этом Кутаис потерял статус рабочего посёлка (пгт) и вновь стал относиться к сельским населённым пунктам).